# مخملية لامعة

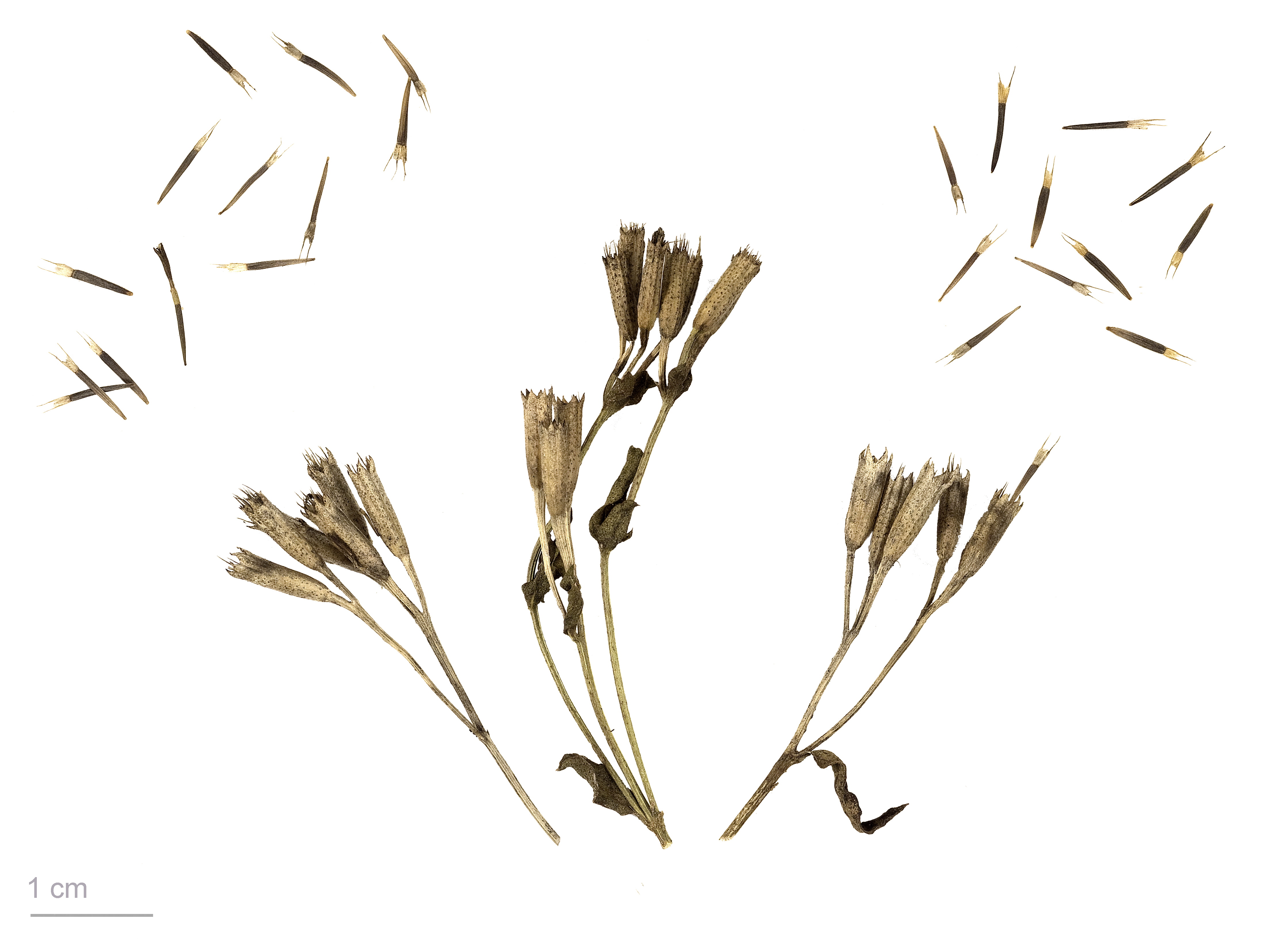
Tagetes lucida

المخملية اللامعة (باللاتينية: Tagetes lucida) نوع نباتي يتبع جنس المخملية من الفصيلة النجمية. الموطن الأصلي لهذا النوع هو المكسيك وأمريكا الوسطى.